# Wayne Gates
Pour les articles homonymes, voir Gates.
Wayne J. Gates est un homme politique provincial canadien de l'Ontario. Il est député provincial néo-démocrate de la circonscription ontarienne de Niagara Falls depuis une élection partielle en 2014.

## Biographie
Avant son élection, Gates est président de la section locale d'Unifor pour Niagara Falls. Il est également président des campagnes de United Way of America, membre de la Yellow Shirt Brigade pour le maintien de l'hôpital de Fort Erie.

## Carrière politique
Il tente à deux reprises d'être élu député néo-démocrate fédéral de Niagara Falls en 2004 et 2006, mais est défait à deux reprises par le conservateur Rob Nicholson.
Gates parvient à débuter une carrière politique en siégeant comme conseiller municipal de Niagara Falls en 2010.
En 2016, il parvient à faire voter à l'unanimité une motion afin de réduire les longs délais d'attente pour un examen à IRM à Niagara. Ardant défenseur des questions de santé, il milite en faveur de la construction d'un nouvel hôpital à Niagara Falls et pour obtenir le dépôt d'un projet de loi permettant la couverture universelle des tests PSA.